# Attilio Pavesi
Attilio Pavesi (Caorso, 1 oktober 1910 – Buenos Aires, 2 augustus 2011) was een Italiaans wielrenner.
Pavesi was prof in de jaren 1933-1935. Tijdens de Olympische Zomerspelen van 1932 in Los Angeles won Pavesi de individuele tijdrit over een afstand van 100 km. Dankzij de goede prestaties van zijn landgenoten in diezelfde individuele tijdrit won de Italiaanse equipe ook het ploegenklassement.
Pavesi overleed in 2011 op 100-jarige leeftijd in Buenos Aires. Ten tijde van zijn overlijden was Pavesi vermoedelijk de oudste levende olympisch kampioen.

## Resultaten in voornaamste wedstrijden
| Jaar | Ronde van Italië | Ronde van Frankrijk | Ronde van Spanje |
| ---- | ---------------- | ------------------- | ---------------- |
| 1933 |                  |                     |                  |
| 1934 | 52e              |                     |                  |

| Jaar | Milaan-San Remo |
| ---- | --------------- |
| 1933 | 62e             |
| 1934 |                 |

1896: Aristidis Konstantinidis · 
1912: Rudolph Lewis · 
1920: Harry Stenqvist · 
1924: Armand Blanchonnet · 
1928: Henry Hansen · 
1932: Attilio Pavesi · 
1936: Robert Charpentier · 
1948: José Beyaert · 
1952: André Noyelle · 
1956: Ercole Baldini · 
1960: Viktor Kapitonov · 
1964: Mario Zanin · 
1968: Pierfranco Vianelli · 
1972: Hennie Kuiper · 
1976: Bernt Johansson · 
1980: Sergej Soechoroetsjenkov · 
1984: Alexi Grewal · 
1988: Olaf Ludwig · 
1992: Fabio Casartelli · 
1996: Pascal Richard · 
2000: Jan Ullrich · 
2004: Paolo Bettini · 
2008: Samuel Sánchez · 
2012: Aleksandr Vinokoerov · 
2016: Greg Van Avermaet ·
2020: Richard Carapaz ·
2024: Remco Evenepoel
1912: Friborg, Malm, Persson, Lönn ·
1920: Souchard, Canteloube, Detreille, Gobillot ·
1924: Blanchonnet, Hamel, Wambst ·
1928: Hansen, Nielsen, Jørgensen ·
1932: Pavesi, Segato, Olmo ·
1936: Charpentier, Lapébie, Dorgebray ·
1948: Wouters, De Lathouwer, Van Roosbroeck ·
1952: Noyelle, Grondelaers, Victor ·
1956: Geyre, Moucheraud, Vermeulin